# Фредеріксбург (округ Кроуфорд, Пенсільванія)
Фредеріксбург (англ. Fredericksburg) — переписна місцевість (CDP) в США, в окрузі Кроуфорд штату Пенсільванія. Населення — 728 осіб (2020).

## Географія
Фредеріксбург розташований за координатами 41°38′38″ пн. ш. 80°10′35″ зх. д. / 41.64389° пн. ш. 80.17639° зх. д. (41.643764, -80.176450).  За даними Бюро перепису населення США в 2010 році переписна місцевість мала площу 4,53 км², уся площа — суходіл.

## Демографія
Згідно з переписом 2010 року, у селищі мешкали 733 особи в 340 домогосподарствах у складі 196 родин. Густота населення становила 162 особи/км².  Було 362 помешкання (80/км²).
Расовий склад населення:
| - 96,6 % — білих - 1,5 % — чорних або афроамериканців - 0,4 % — корінних американців - 0,3 % — азіатів - 0,1 % — вихідців з тихоокеанських островів |

До двох чи більше рас належало 0,5 %. Частка іспаномовних становила 1,4 % від усіх жителів.
За віковим діапазоном населення розподілялося таким чином: 20,5 % — особи молодші 18 років, 61,1 % — особи у віці 18—64 років, 18,4 % — особи у віці 65 років та старші. Медіана віку мешканця становила 44,9 року. На 100 осіб жіночої статі у селищі припадало 91,4 чоловіків;  на 100 жінок у віці від 18 років та старших — 91,8 чоловіків також старших 18 років.
Середній дохід на одне домашнє господарство  становив 43 220 доларів США (медіана — 36 914), а середній дохід на одну сім'ю — 54 345 доларів (медіана — 65 446). За межею бідності перебувало 15,0 % осіб, у тому числі 15,3 % дітей у віці до 18 років та 6,8 % осіб у віці 65 років та старших.
Цивільне працевлаштоване населення становило 243 особи. Основні галузі зайнятості: освіта, охорона здоров'я та соціальна допомога — 35,8 %, оптова торгівля — 19,3 %, публічна адміністрація — 13,2 %, виробництво — 12,8 %.